# HC Lada Togliatti
HC Lada Togliatti é um clube de hóquei no gelo profissional russo sediado em Togliatti. Eles são membros da Liga Continental de Hockey.

## História
Fundando originariamente como Torpedo Togliatti. em 1976, quando ingressaram na Liga Soviética.

São membros da Liga Continental de Hockey desde a temporada 2014-2015.